# سليم الجزيري

## حياته

### أصله ونشأته
كان تركين يولداش ،ذو الأصول اليونانية التركية والجد الأعلى لعائلة الجزيري أو الدزيري المخزنية، آغا جيش الترك بالجزائر. هاجر يولداش إلى تونس نحو سنة 1635، وأصبح مقربا جدا من البايات المراديين وتزوج أميرة مرادية أنجب منها ابنه أبا الحسن علي، الذي أصبح ضابطا بالجيش الجزائري. وقد تميز علي، تحت امرة داي الجزائر، في المعارك ضد الأسبان بوهران والمرسى الكبير. وقد جمعت علي يولداش صداقة متينة بحسين بن علي، باي تونس ومؤسس الأسرة الحسينية، مما جعل حسين يسند له تربية أبنائه. ولما كان علي يشعر بالأمان بالجزائر، اصطحب معه أبناء حسين بن على واستقر بها، وقد جعلت هذه الهجرة حياته وحياة أبناء الباي صعبة جدا، في الوقت ذاته قتل الباي حسين على يد ابن أخيه علي باشا، الذي قتل بدوره في سبتمبر 1756.

## الوظائف
شغل أمير اللواء سليم الجزيري خطة وزير مفوض، أمير لواء، مدير المراسم بالحكومة التونسية، رئيس الإدارة الخاصة للباي أحمد الثاني وحاكم قصر الباي.